# 藤島の戦い
藤島の戦い（ふじしまのたたかい）は、南北朝時代の延元3年/暦応元年閏7月2日（1338年8月17日）、現在の福井県福井市藤島町付近にあたる越前国藤島において、越前平定と上洛を目指していた新田義貞率いる南朝方の軍勢（新田勢）と、足利高経（斯波高経）ら北朝方（足利勢）のとの間で行われた合戦である。

## 背景
延元2年/建武4年（1337年）3月、越前国金ヶ崎城（福井県敦賀市）の陥落によって北国へ下向した南朝方の軍勢は大打撃を受けたが、新田義貞らは越前国の寺社勢力なども糾合し次第に勢力を挽回した。翌年2月、新田義貞の弟である脇屋義助は3000の兵で斯波高経の拠る越前国府を奪い、次いで新田勢は、高経の本城である黒丸城（小黒丸城）を攻撃に向かった。

## 経過
新田勢には越前国平泉寺の衆徒が加わっていたが、高経が、平泉寺が長年にわたって延暦寺と係争中であった藤島荘の所領安堵を条件に、平泉寺衆徒を足利勢へ寝返えらせた為に彼我の勢力は一挙に逆転した。延元3年/暦応元年閏7月2日（1338年8月17日）、新田義貞は燈明寺（『太平記』「西源院本」では「東郷寺」）に3万余騎の兵を集め、黒丸城への攻撃を開始した。先の平泉寺衆徒は黒丸城支城の一つである藤島城に籠って激しく抵抗していたため、2日夕刻、義貞は藤島城へと向かった。しかし燈明寺畷において、黒丸城から藤島城救援のために斯波高経が送った細川出羽守らの軍勢と遭遇戦となり、その中で義貞が戦死。総大将を失ったことで新田勢は壊乱した。

## 『太平記』
軍記物『太平記』の物語は、この戦いを以下のように劇的に描いている。
義貞は燈明寺で負傷者の状況を見回っていたが、藤島城を攻める自軍が劣勢と聞き、50騎を率いて督戦に向かった。ところが、黒丸城から出撃してきた細川出羽守、鹿草公相（彦太郎）らが率いる斯波軍300騎と遭遇し、徒立ち（徒歩）の弓兵を多く連れていた細川・鹿草の軍勢から矢の乱射を受けた。
楯も持たず、矢を番える射手も一人もいなかった義貞達は、細川・鹿草軍の格好の的となってしまった。この時、中野宗昌が退却するよう義貞に誓願したが、義貞は「部下を見殺しにして自分一人生き残るのは不本意」と言って宗昌の願いを聞き入れなかったという。矢の乱射を浴びて義貞は落馬し、起き上がったところに眉間に矢が命中する。致命傷を負った義貞は観念し、頚を太刀で掻き切って自害して果てた、という。

## 影響
延元3年/建武5年（1338年）5月に北畠顕家が戦死し（石津の戦い）、事実上南朝方総大将であった新田義貞も閏7月の藤島の戦いで敗死したことで、総大将と奥羽に勢力を築いた有力武将の二人を失った南朝方の劣勢は覆いようもなく、北朝・幕府方優位の趨勢の下、足利尊氏は延元3年/暦応元年（1338年）8月11日に征夷大将軍に任ぜられた。
延元4年/暦応2年（1339年）からは義貞の弟脇屋義助が南朝方の大将として北国を席巻し、一時は斯波高経が越前国黒丸城を失陥して越前から加賀へ落ちるなど北朝方は苦戦したが、興国元年/暦応3年（1340年）に北朝方が反攻をしかけて義助を美濃へ追い、興国2年/暦応4年（1341年）残る南朝方勢力を討ち破り越前国は平定された。
越前国は斯波氏が代々守護職を務めるようになり、応仁の乱の最中に朝倉氏による下克上で守護職を奪取されるまで続いた。

## その後

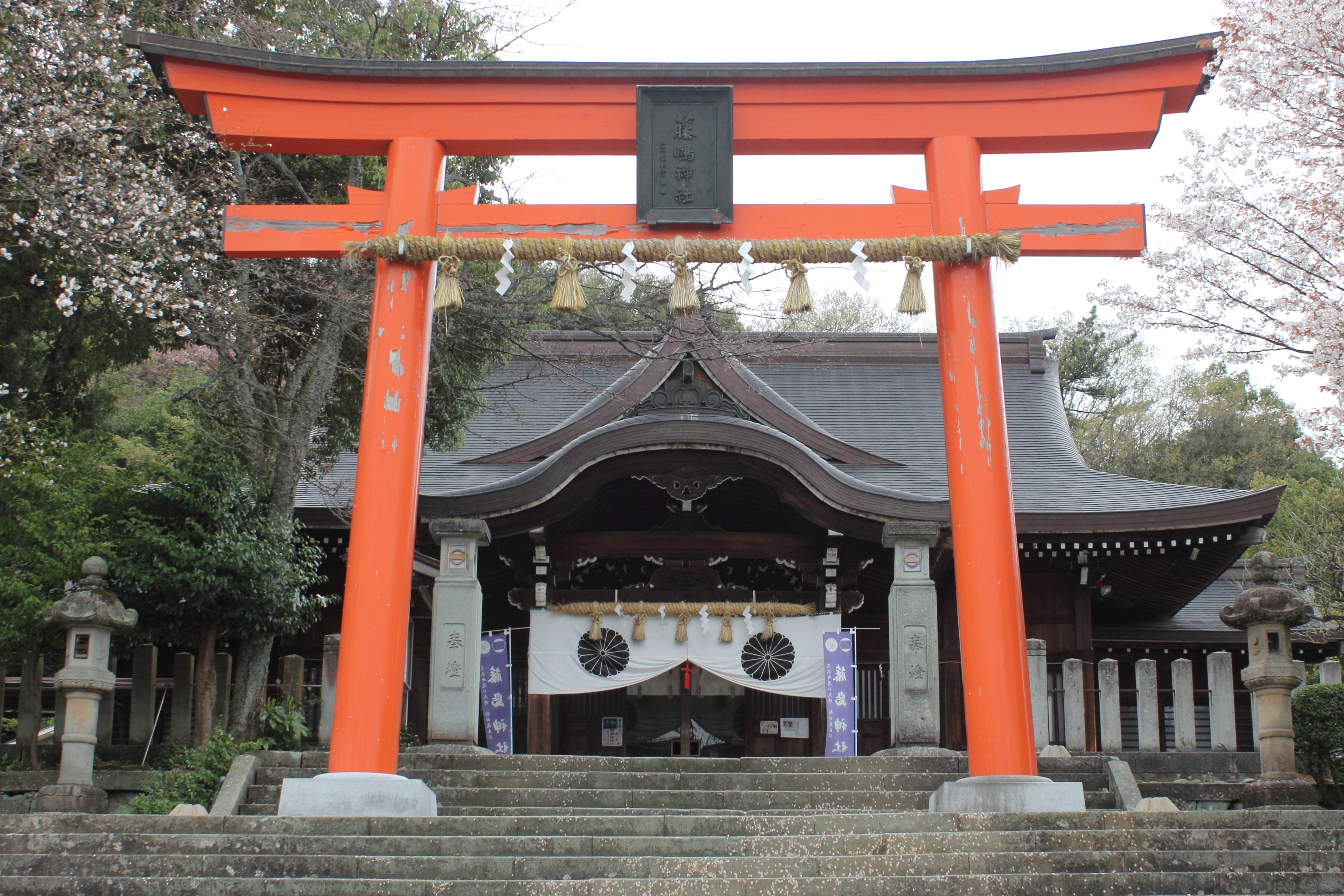
新田義貞を祀る藤島神社（福井県福井市毛矢）

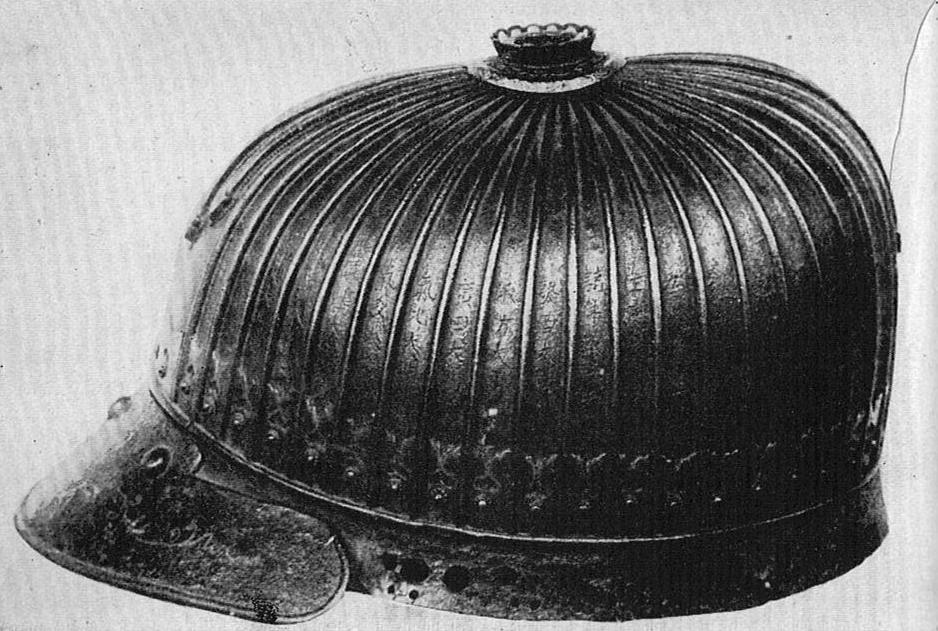
鉄製銀象眼冑（藤島神社所蔵）

江戸時代の明暦2年（1656年）、燈明寺畷の地を耕作していた百姓の嘉兵衛が偶然に兜を掘り出し、芋桶に使っていたところ、福井藩の軍学者・井原番右衛門がこれを目にし、象嵌や「元応元年八月相模国」の銘文から新田義貞着用のものと鑑定した。その4年後の万治3年（1660年）には、福井藩主の松平光通が兜の発見された場所に「暦応元年閏七月二日 新田義貞戦死此所」と刻んだ石碑を建て、以後この地は「新田塚」と呼ばれるようになった。
明治維新後の1870年（明治3年）、新田塚の近くに新田義貞を祀る祠堂が建てられ、1876年（明治9年）には藤島神社と号した。義貞着用品とされた兜は松平家より藤島神社へ献納され、1900年（明治33年）、古社寺保存法に基づく国宝（現行法の重要文化財）に指定された。また、新田塚の古戦場は1924年（大正13年）に「燈明寺畷新田義貞戦歿伝説地」として国の史跡に指定された。
しかし、現在藤島神社が所蔵し、義貞の着料とされている兜鉢については、日本甲冑の研究者である山上八郎らにより、鉢の形状や装飾技法などからして、実際は南北朝時代の作品ではなく、それよりも下った戦国時代に相模の後北条氏に抱えられていた明珍系甲冑師が製作した「小田原鉢」と呼ばれる兜であると鑑定されている。また、兜鉢には土中に埋もれた形跡すらなく、山上は、新田塚が義貞最期の地に定められたことに対して「甚だ非科学的な扱い」と論じ、義貞の戦没地を伝説から切り離して考える必要があると主張している（詳細は藤島神社の該当項および燈明寺畷新田義貞戦歿伝説地の該当項を参照のこと）。